# Ürög (városrész)
Ürög (vagy Magyarürög) Pécs egyik városrésze a Mecsekoldalban Makár, Donátus és Patacs között, mely 1930-ig önálló település volt, 1930–1954 között pedig Mecsekalja része lett; 1954 óta városrésze a baranyai megyeszékhelynek. Legfontosabb útvonala az Uránváros északi részétől Abaliget felé vezető 6604-es út (Magyarürögi út).

## Története
Az Ürög falu feletti hegyen Bertalan pécsi püspök (1219-1247) feltehetően 1225-ben alapította meg a Szent Jakab monostort remeték számára. 1252-ben Bertalan pécsi püspök összeíratta itteni birtokait és ebben említik először Ürögöt. Mivel 1334-ben az egyház szerzetesei a hegyen lévő monostorukban a rablók garázdálkodásai miatt nem lakhattak tovább, átköltöztek innen Patacsra, ahol Albert fia Kelemen, a pécsi püspök nemes jobbágya rendelkezésükre bocsátotta az általa épített Beatus Szűz egyházat. Ürögön korábban más kolostor is létezett, a B. Szűz Máriáról elnevezett perjelség, amely a tatárjáráskor leégett. Az esemény emléke a néphagyományban is megőrződött az „Istenkút” című mondánkban.
Ürög középkori magyar falu a török hódoltság idején is folyamatosan lakott település volt. Népessége azóta is magyar, csak a 19. század végétől volt nem magyar anyanyelvű lakosa. Határainak déli részén alakult ki a rácok (szerbek) települése Rácváros néven 1693-ban, majd ugyanitt Németürög 1737-ben.

## Nevének eredete
Ürög falu neve és a régi Irüg (Ireg) helynév a magyar ireg, üreg, ürög 'gödör, barlang' főnévből keletkezhetett úgy, hogy a Mecsekben egy hegyet, amelynek barlangjaiban a 13. század elején remeték éltek, Irüghegy-nek, azaz 'üreges, barlangos hegy'-nek hívták. Ennek alapján a hegy oldalát, lejtőjét Irüg-mál-nak (1252), az ott épült falut Ireg-nek, Irüg-nek nevezték el.